# ATG10
ATG10‏ (Autophagy related 10) هوَ بروتين يُشَفر بواسطة جين ATG10 في الإنسان.